# آن دودلي
آن دودلي (بالإنجليزية: Anne Dudley)‏ هي موزعة وموسيقية وعازفة بيانو وملحنة بريطانية، ولدت في 7 مايو 1956 في اتشثام ‏ في المملكة المتحدة.

## وصلات خارجية
- الموقع الرسمي
- آن دودلي على موقع IMDb (الإنجليزية)
- آن دودلي على موقع ألو سيني (الفرنسية)
- آن دودلي على موقع ميوزك برينز (الإنجليزية)
- آن دودلي على موقع أول موفي (الإنجليزية)
- آن دودلي على موقع قاعدة بيانات الأفلام السويدية (السويدية)
- آن دودلي على موقع إن إن دي بي (الإنجليزية)
- آن دودلي على موقع أول ميوزيك (الإنجليزية)
- آن دودلي على موقع ديسكوغز (الإنجليزية)
- آن دودلي على موقع قاعدة بيانات الفيلم (الإنجليزية)
- آن دودلي على موقع كينوبويسك (الروسية)